# Mimallo almeidai
Mimallo almeidai är en fjärilsart som beskrevs av Pearson 1951. Mimallo almeidai ingår i släktet Mimallo och familjen Mimallonidae. Inga underarter finns listade i Catalogue of Life.